# EL34

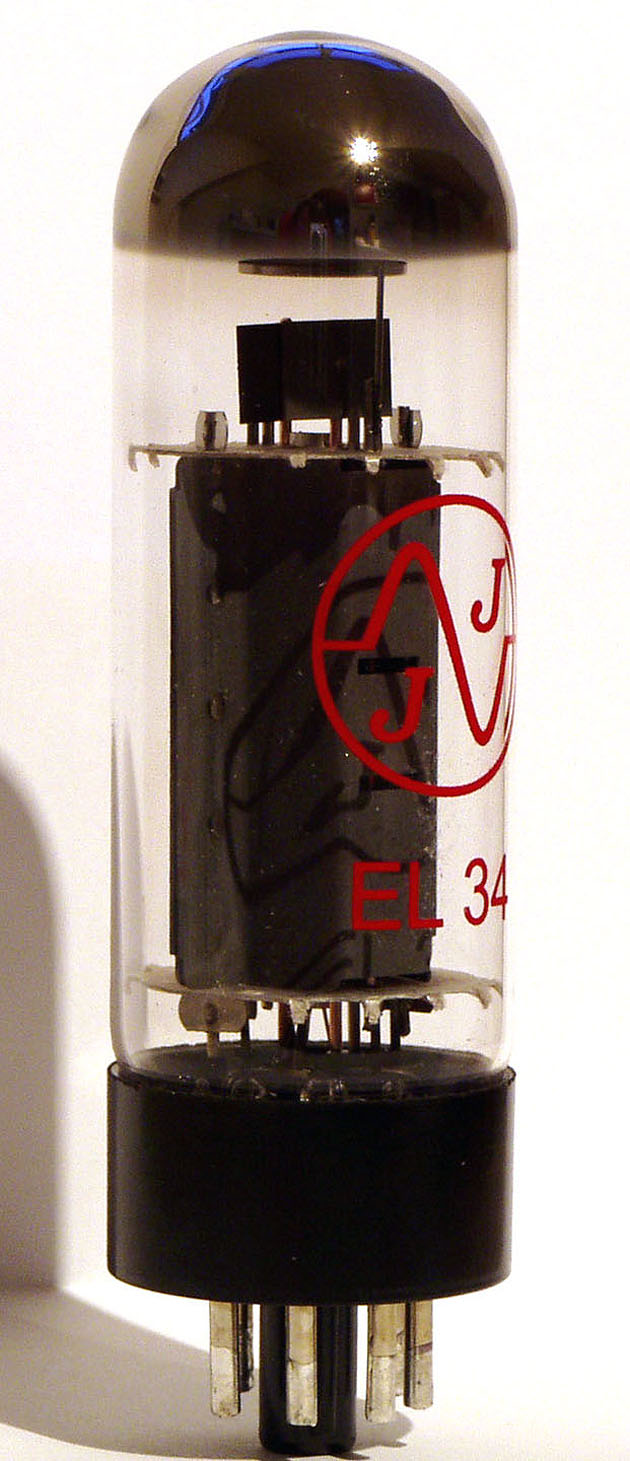
Válvula termoiónica EL34

La válvula EL34, es un válvula de vacío electrónica de tipo pentodo. Tiene una base octal y se encuentra principalmente en las etapas finales de los circuitos de amplificación. Su número de designación americana RETMA es 6CA7. El análogo ruso es 6P27S (Cirílico: 6П27С)

## Especificaciones
La EL34 tiene un voltaje de filamento de 6,3V que es común para todas las válvulas con el prefijo 'E' en la designación de válvulas Mullard-Philips. Es capaz de producir una salida de 90w en configuración push-pull de Clase AB1.
La EL34 todavía se fabrica por JJ Electronic, Svetlana y Sovtek, entre otros. Hay otras firmas que hacen válvulas que pueden reemplazar a la EL34 en algunos equipos.

## Aplicaciones
Las EL34 se usan en amplificadores audio, ampl. de guitarra de gama alta, se caracterizan por tener una mayor cantidad de distorsión a bajos niveles de potencia que otras válvulas como la 6L6, la KT88 o la 6550. Se las encuentra en muchos amplificadores de guitarra de origen inglés, como los Marshall, y están asociadas con su característico "tono británico", así como las válvulas 6L6 lo están con el "tono americano", encontrado en equipos estadounidenses como los Fender.